# Samsung YP-F3
Samsung YP-U5 DoReMi — миниатюрный аудиоплеер компании Samsung Electronics. Модель очень похожа на представителей Yepp U серии, отличается от YP-U6 пластиковым корпусом и отсутствием встроенного USB штекера.
Подсоединяется к компьютеру с помощью кабеля microUSB—USB.
Как и модели Yepp U серии имеет FM-тюнер, микрофон, специальное приложение, считающее потраченные калории и специальную систему обработки звука DNSe 3.0, которая теперь называется SoundAlive.
Поддерживаемые форматы файлов: MP3, WMA, OGG и FLAC.
В комплект поставки входят:
- Плеер
- Наушники
- USB-кабель
- Инструкция по эксплуатации